# Rip, Sew and Stitch
Rip, Sew and Stitch (br.: Se a moda pega) é um filme estadunidense curta metragem de 1953, dirigido por Jules White. É o 150º filme de um total de 190 da série com os Três Patetas produzida pela Columbia Pictures entre 1934 e 1959.

## Enredo
Os Três Patetas são donos de uma alfaiataria ameaçada de falência por dívidas com a "Skin and Flint Finance Corporation". Eles ouvem no rádio sobre uma recompensa pela captura do ladrão de bancos fugitivo Terry "Slippery Fingers" Hargan (Harold Brauer) e acham que se prendessem o bandido, poderiam saldar suas dívidas. Convenientemente, Hargan fugia de um policial e se esconde na alfaiataria disfarçado de manequim, quando então seu paletó é retirado por Larry para oferecer a um "cliente" (na verdade o policial interpretado por Vernon Dent e que perseguia Hargan). No bolso do paletó estava a combinação de um cofre que o bandido planejava roubar e os Patetas descobrem o papel e percebem isso. Hargan retorna à alfaiataria com mais dois comparsas disfarçados com longas barbas para recuperar o papel mas são descobertos pelos Patetas. Depois de uma rápida luta e perseguição, os bandidos são nocauteados mas o policial frustra os Patetas ao dizer que a recompensa pela captura será dele. Os Patetas então encontram uma boa quantia em dinheiro nos bolsos de Hargan desacordado e a pegam, escondido do policial.